# Сухоруков, Андрей Гаврилович
Андрей Гаврилович Сухоруков (1918—1970) — участник Великой Отечественной войны, командир роты 195-го отдельного сапёрного батальона 139-й стрелковой дивизии (50-я армия, 2-й Белорусский фронт), капитан. Герой Советского Союза.

## Биография
Родился 27 ноября 1918 года в селе Займо-Обрыв области Войска Донского, ныне Азовского района Ростовской области, в семье крестьянина. Русский.
С 1932 по 1936 годы семья жила в селе Весело-Вознесенка Фёдоровского района (ныне Неклиновского района) Ростовской области. В 1936 году Андрей окончил Весело-Вознесенскую неполную среднюю школу. Затем учился в Ростовском автодорожном техникуме. Работал техником-строителем в городе Ростов-на-Дону.
В Красной Армии с 1939 года. Окончил Черниговское военно-инженерное училище в 1941 году. На фронте в Великую Отечественную войну с июля 1941 года. Член КПСС с 1942 года.
Участвовал в освобождении Белоруссии. Командир роты отдельного сапёрного батальона капитан Андрей Сухоруков при форсировании Днепра в районе деревни Буйничи (Могилёвский район Могилёвской области Белоруссии) 27 июня 1944 года провёл инженерную разведку участка реки, навёл сначала штурмовой, а затем низководный мосты.
С 1945 года капитан Сухоруков — в запасе. Жил в городе Ейске Краснодарского края. Работал в ремонтно-строительном управлении, затем — в горисполкоме.
Умер 5 августа 1970 года, похоронен в Ейске.

## Награды
- Звание Героя Советского Союза присвоено 24 марта 1945 года.
- Награждён орденом Ленина, орденом Отечественной войны 2 степени, медалями.

Из наградного листа А. Г. Сухорукова:

«27.6.44 г. командиру 2-й роты 195-го ОСБ Сухорукову поручено было произвести инженерную разведку реки Днепр в районе города Могилёва и приступить к постройке моста для переправы частей 139-й стрелковой Рославльской дивизии. На противоположном берегу Днепра находился противник, который по месту намеченной переправы вёл интенсивный пулемётный и артиллерийский огонь.
Несмотря на сильное сопротивление противника капитан Сухоруков с группой сапёров вплавь переплыл через реку Днепр на противоположный берег, произвёл инженерную разведку реки, установил наличие материала для строительства и немедленно приступил со своими сапёрами к строительству моста.
Геройский поступок товарища Сухорукова воодушевил работающих на переправе сапёров. 27 июня 1944 года к 17.00 штурмовой мостик для переправы атакующей город пехоты был готов. После пропуска пехоты через штурмовой мостик сапёры товарища Сухорукова приступили к строительству моста под дивизионные грузы, который был построен в рекордный срок — к 9.00 28 июня 1944 года.
Товарищ Сухоруков достоин правительственной награды — звания Героя Советского Союза».

## Память

Памятная доска в Ростове

- В Ростове-на-Дону на здании техникума, в котором учился Герой, установлена мемориальная доска.